# بايين آب عليا (مقاطعة دلفان)
بايين‌آب عليا (بالفارسية: پایین‌آب علیا) هي قرية تقع في قسم كاكاوند الشرقي الريفي (مقاطعة دلفان) في إيران. يقدر عدد سكانها بـ 115 نسمة .